# 1089 Tama
Tama (asteróide 1089) é um asteróide da cintura principal com um diâmetro de 12,92 quilómetros, a 1,930436 UA. Possui uma excentricidade de 0,1280193 e um período orbital de 1 203,13 dias (3,3 anos).
Tama tem uma velocidade orbital média de 20,01789848 km/s e uma inclinação de 3,7295º.
Esse asteróide foi descoberto em 17 de Novembro de 1927 por Okuro Oikawa.